# MSB Medical School Berlin

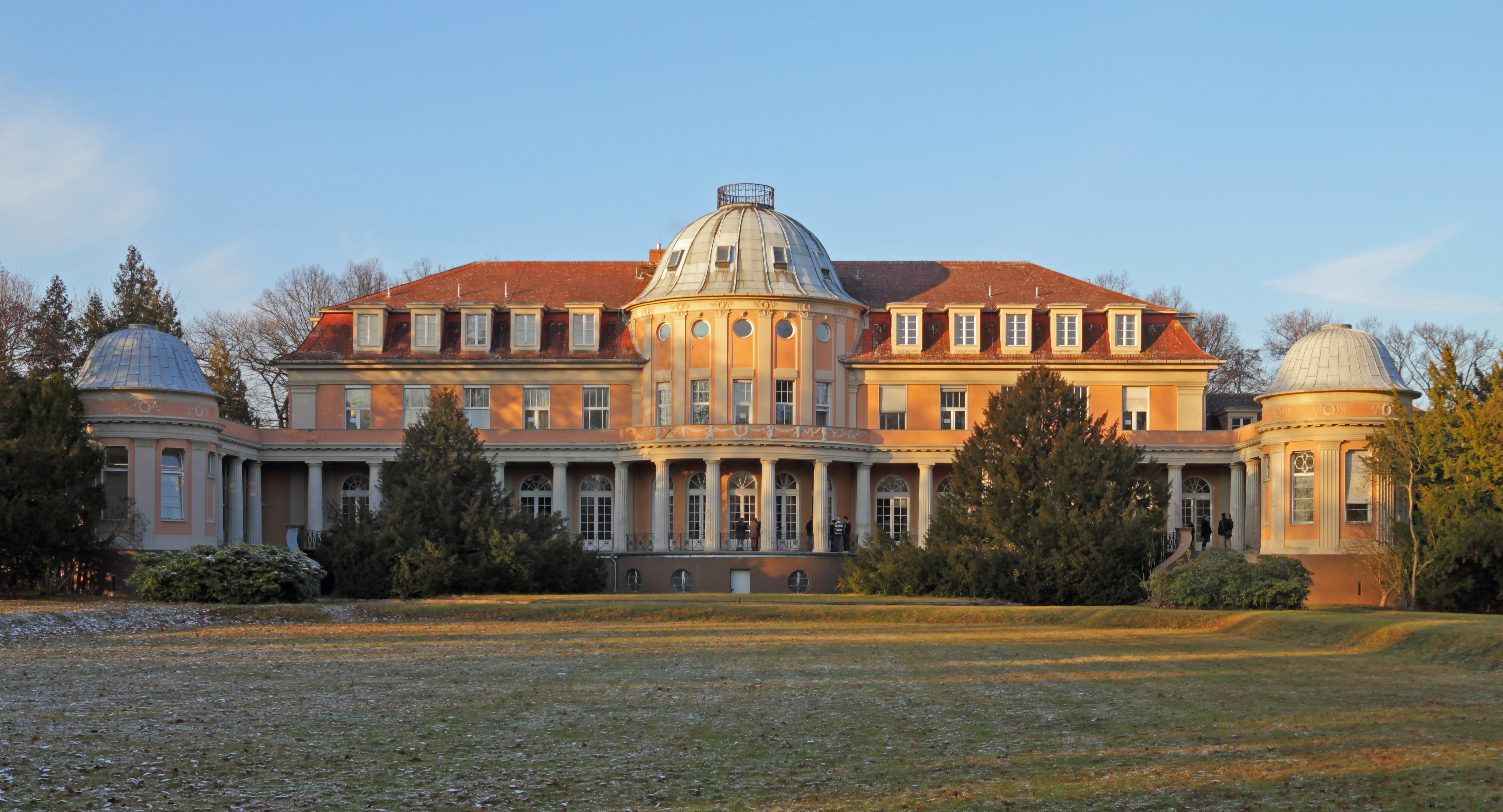
Haupt- und Verwaltungssitz der MSB Medical School Berlin: die ehemalige Siemensvilla in Berlin-Lankwitz

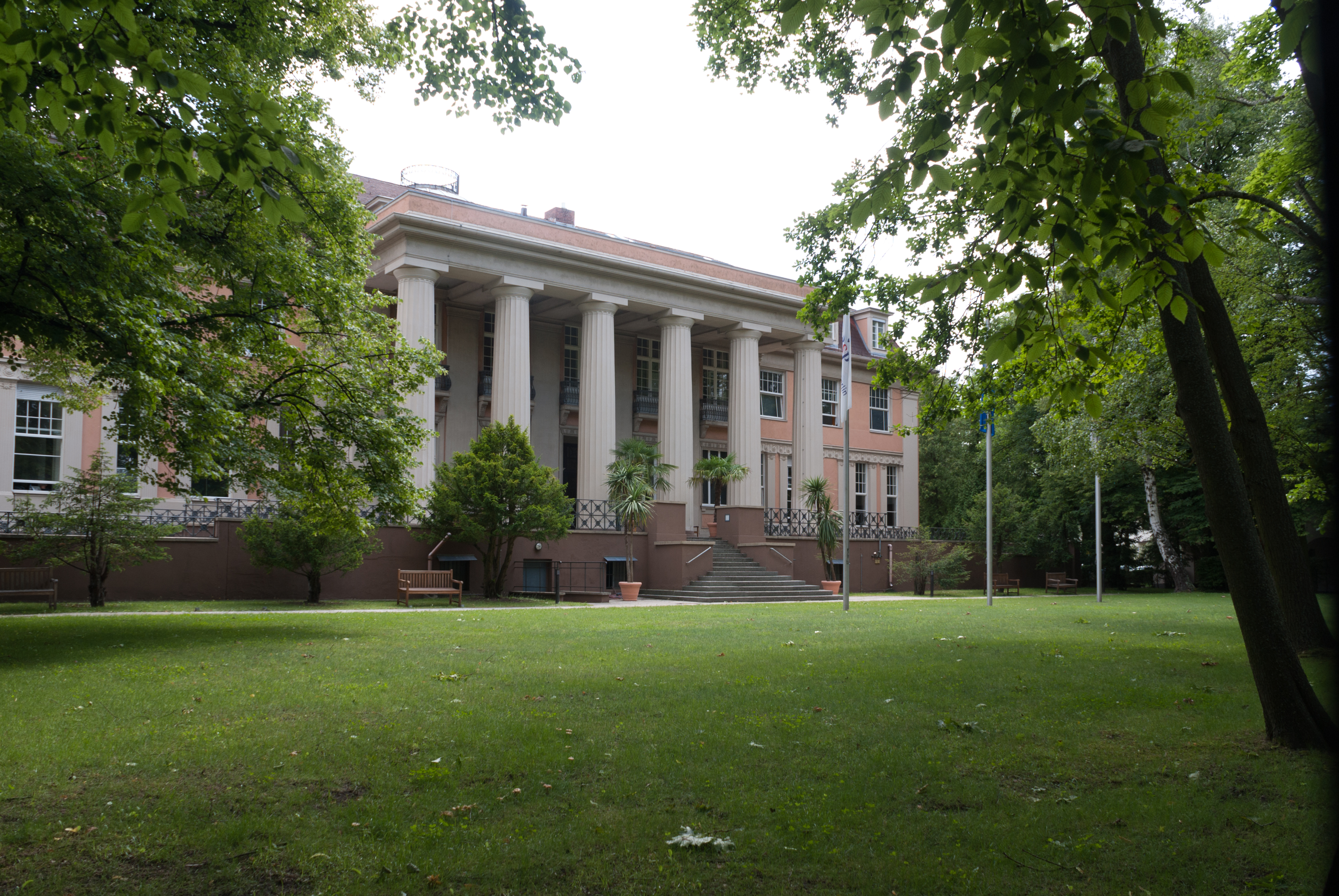
Eingangsportal der MSB in Lankwitz („Siemens-Villa“)

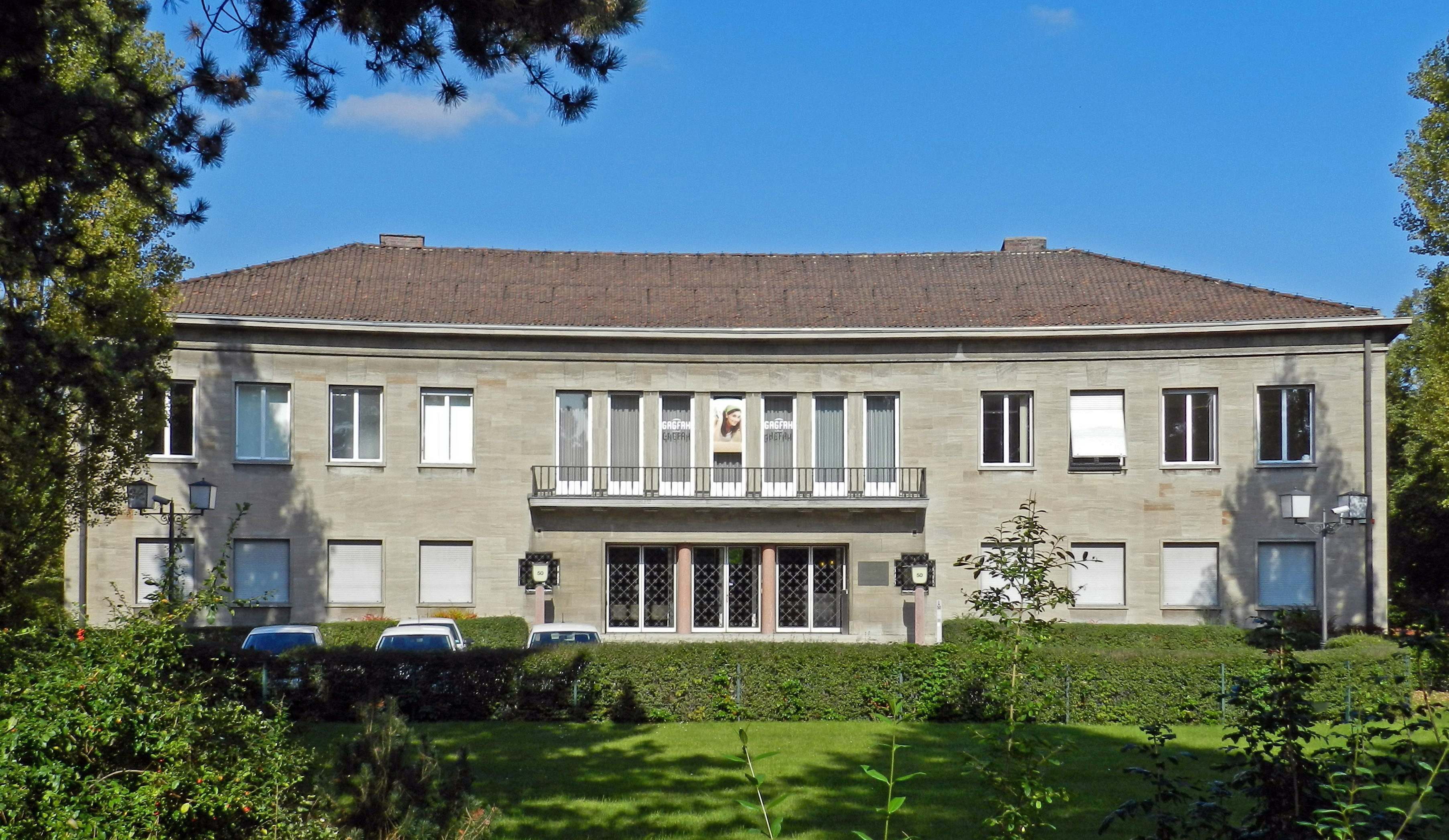
Standort der MSB in der Rüdesheimer Straße

Die MSB Medical School Berlin – Hochschule für Gesundheit und Medizin ist eine 2012 gegründete deutsche private, staatlich anerkannte Hochschule in Berlin. Die MSB Medical School Berlin ist Teil eines Hochschulverbundes mit der BSP Business School Berlin (mit einem Sitz in der Hamburger Hafencity) und der MSH Medical School Hamburg.

## Gliederung
Die MSB bietet Studiengänge an zwei verschiedenen Fakultäten an. Die Studierenden können an der MSB zwischen einem anwendungsorientierten Fachhochschulstudium (Studienangebot der Fakultät Gesundheitswissenschaften) oder einem universitären Studium (Studienangebot der Fakultät Naturwissenschaften) wählen und ihre Karriere ihren Stärken und Talenten entsprechend planen. Ein inhaltliches Alleinstellungsmerkmal sieht die MSB in ihren Studienprogrammen, die alle eine durchgängige berufliche Perspektive mit Bachelor-, Master- und weiterführende Qualifikationen bis zur Approbation nach der Ausbildung zum Psychologischen Psychotherapeuten bieten.

## Studium
Das Studienangebot der MSB Medical School Berlin umfasst aktuell (2021):

### Staatsexamen
Fakultät Naturwissenschaften (universitäres Studium):
- Humanmedizin (Staatsexamen): Vollzeit

### Bachelorstudiengänge
Fakultät Gesundheitswissenschaften (Fachhochschulstudium):
- Advanced Nursing Practice (Bachelor of Science): Teilzeit
- Heilpädagogik (Bachelor of Arts): Vollzeit
- Heilpädagogik, Schwerpunkt Beratung und Familie (Bachelor of Arts): Vollzeit
- Physician Assistant (Bachelor of Science): Vollzeit und Teilzeit
- Medical Controlling and Management (Bachelor of Science): Vollzeit
- Soziale Arbeit (Bachelor of Arts): Vollzeit
- Soziale Arbeit, Schwerpunkt Beratung und Familie (Bachelor of Arts): Vollzeit
- Frühe Hilfen und Frühförderung (Bachelor of Arts): Vollzeit
- Medizinpädagogik (Bachelor of Arts): Teilzeit

Fakultät Naturwissenschaften (universitäres Studium):
- Psychologie (Bachelor of Science): Vollzeit

### Masterstudiengänge
Fakultät Gesundheitswissenschaften (Fachhochschulstudium):
- Soziale Arbeit (Master of Arts): Vollzeit
- Clinical Research (Master of Science): Vollzeit und Teilzeit
- Digital Health Management (Master of Science): Vollzeit und Teilzeit
- Sexualwissenschaft (Master of Arts): Vollzeit

Fakultät Naturwissenschaften (universitäres Studium):
- Psychologie mit Schwerpunkt Klinische Psychologie und Psychotherapie (Master of Science): Vollzeit
- Psychologie mit Schwerpunkt Rechtspsychologie (Master of Science): Vollzeit
- Arbeits- und Organisationspsychologie (Master of Science): Vollzeit
- Psychotherapie (Master of Science): Vollzeit
- Medizinpädagogik (Master of Arts): Teilzeit

Die Studiengänge sind über die AHPGS akkreditiert. Das Studienangebot an der MSB hat grundsätzlich keinen Numerus clausus.

## Bekannte Lehrende und Studierende
- Udo Schumacher †, Professur für Anatomie, ehemaliger Direktor des Instituts für Anatomie und Experimentelle Morphologie am Universitätsklinikum Hamburg-Eppendorf
- Birgit Wagner, Professorin für Klinische Psychologie und Psychotherapie – Verhaltenspsychologie